# Gammal fäbodpsalm
Gammal fäbodpsalm från Dalarna är en koralmelodi som fått stor spridning genom det arrangemang för orgel som Oskar Lindberg gjorde inför en radioutsändning 1936. 
|  |
|  |

## Historik
Melodin är tidigare känd som Psalm från Älvdalsåsen.
Den upptecknades på 1880-talet i Blyberg av falusonen Erik Johan Thunstedt, och senare av Alb. Lindberg (Oskars bror, som tjänstgjort i trakten som kantor). Den är traderad efter spelmännen Bälter Erik Olsson (född 1793) via Grund Olof Ersson ("Blind-Olof") (1807–1881) och Kettis Lars Matsson (död 1940) samt publicerad bland annat 1919 i Med Dalälven från källorna till havet, i Dikt och ton från Älvdalen 2003  och i Öwdalswaisur og odrer.
Den enda vers som återstår från Blind-Olofs tid återfinns också på klockan i traktens kapell:
O Gud som trogen hulpit mig i all min nöd och brist
Jag tacka vill var dag förvisst Dig Herre
Du giver mig ett dagligt bröd och är mitt starka stöd
Jag lever och jag dör uti Din kärlek
Den svenska popgruppen Abba framförde sången instrumentalt som introduktion till sina konserter under sin sista världsturné 1979–1980. En inspelning från London i november 1979 gavs ut på albumet Live at Wembley Arena 2014. 
Carola Häggkvist har spelat in sången med text på albumet Störst av allt 2005. 
På cd:n Älvdalens elektriska (2006) av Lena Willemark heter psalmen Åsenpsalm, med inledningsorden "Som en ton som rymmer hela himmelen".
Strebers inkluderar en bit av psalmen som intro till låten Högervindar från skivan Till en vän.